# Guus Cantelberg
August Joseph Mechtildis Marie (Guus) Cantelberg (Geleen, 26 oktober 1939) is een Nederlandse voormalig handballer en handbalcoach. Tijdens zijn spelerscarrière was hij actief bij Sittardia en het nationaal team. Hierna was hij trainer van verschillende teams zoals Sittardia, Blauw-Wit en Initia Hasselt. Ook was hij bondscoach van het Nederlands nationaal team.

## Biografie
Geboren in 1939 in Geleen, was Guus Cantelberg vanaf 1956 een bovenmodaal handballer. Als student aan de Academie voor Lichamelijke Opvoeding beoefende hij sporten zoals voetbal en atletiek. Als speler was hij in de jaren 70 actief bij HV Sittardia en behaalde in 1966 het eerste landskampioenschap met Sittardia. Hierna wint hij het landskampioenschap negen jaar achterelkaar met Sittardia. In het begin was hij cirkelspeler, later speelde hij als linkeropbouwer. Hij kwam tevens uit voor het nationaal team. Cantelberg speelde in totaal 75 interlands zaalhandbal en 8 interlands veldhandbal. In 1972 stopte Cantelberg als actief handbalspeler.
Enkele jaren nadat Cantelberg gestopt was als speler ging hij verder als coach bij Sittardia. Daarnaast was hij als trainer actief bij onder andere Blauw-Wit, waar hij meerdere kampioenschappen won, en bij Initia Hasselt, waar hij ook het landskampioenschap wist te winnen. Hij was ook van 1989 tot 1993 bondscoach, waar hij het voorstel indiende voor play-offs in de eredivise van het handbal. In 1993 werd hij als bondscoach op non-actief gezet na onenigheid met het NHV. In 1995 keerde Cantelberg weer terug als trainer van Blauw-Wit, echter leverde de inbreng van Cantelberg weinig op en werd het seizoen hierna vervangen door Paul Coenen. Wel bleef Cantelberg aan als technisch directeur bij Blauw-Wit. Cantelberg stond in 1997 dicht bij de fusiebesprekingen van Caesar en Blauw-Wit, dat uiteindelijk tot de vorming van Beekse Fusie Club in 1998 leidde. Bij BFC bleef Cantelberg één seizoen actief als teammanager van het herenteam. In 1999 volgde Hans Gierman hem op als teammanager. Hierna trok Cantelberg zich uit de handbalwereld en ging het bedrijfsleven in. Hij was directeur van het dienstverleningsbedrijf DATA4.
Op 2 maart 2005 kreeg Cantelberg de Sportaward 2004 van de Provincie Limburg.

## Privé
Guus Cantelberg is getrouwd en heeft vier kinderen en kleinkinderen.
1. Theo Boers ·
2. Paul Verjans ·
4. Ralph Kerkhoffs ·
5. Leon Tummers ·
6. Serge van Heel ·
7. Raymond Steijvers ·
8. Swen Coonen ·
9. Niek Storken ·
10. Marcel Eurelings ·
11. Marcel Penners ·
12. Appie Bogers ·
13. Bart Hofmeyer ·
14. Maik Onink ·
15. Roel Goffin ·
16.  Abderajim Atmani ·
17. Patrick Veraart ·
Coach: Guus Cantelberg
· Assistent-coach: Maurice Canton
1. Theo Broers ·
2. Paul Verjans ·
3. Remco Jongen ·
4. Ralf Kerkhoffs ·
5. Maurice Steijvers ·
6. Paul Verjans ·
7. Raymond Steijvers ·
8. Carl Cammaert ·
9. Niek Storken ·
10. Marcel Eurlings ·
11. Swen Kikken ·
13. Bart Hofmeyer ·
14. Eddy Janssen ·
15. Roel Goffin ·
16. Appie Bogers ·
17. Ruud Wouters ·
Coach: Guus Cantelberg
1. Jean Last ·
2. Paul Verjans ·
3. Eddy Janssen ·
4. Richard Soirée ·
5. Maurice Steijvers ·
7. Ronald van Oostenbrugge ·
7. Paul Coenen ·
8. Maurice Janssen ·
9. Guido Janssen ·
11. Ronald Habraken ·
12. Jacques Josten ·
13. Rob Verbeek ·
14. Raymond Steijvers ·
15. Loek Geurten ·
16. André Lucas ·
Coach: Guus Cantelberg
· Assistent-coach: Wiel Mayntz
1. Jean Last ·
2. Paul Verjans ·
3. Ton van den Essen ·
4. Maurice Steijvers ·
5. Richard Soirée ·
6. Jos van der Kerkhof ·
7. Paul Coenen ·
8. Maurice Janssen ·
9. Guido Janssen ·
10. Arthur Huntjens ·
11. Ronald Habraken ·
12. Jacques Josten ·
13. Rob Verbeek ·
14. Raymond Steijvers ·
Coach: Guus Cantelberg
Ruud Bons ·
Paul Coenen ·
Peter Cremers ·
Ton van de Essen ·
Loek Geurten ·
Ronald Habraken ·
Arthur Huntjens ·
Guido Janssen ·
Jacques Josten ·
Rob van Kaldekercken ·
Rob Kouwenhoven ·
Jean Last ·
Maurice Steijvers ·
Raymond Steijvers ·
Rob Verbeek ·
Paul Verjans ·
Coach: Guus Cantelberg
Rinus Alleman ·
Ruud Bons ·
Frans op de Camp ·
Paul Coenen ·
Leon Dirks ·
Harry Douven ·
Loek Geurten ·
Ronald Habraken ·
Arthur Huntjens ·
Guido Janssen ·
Jacques Josten ·
Rob van Kaldekercken ·
Jean Last ·
Maurice Steijvers ·
Raymond Steijvers ·
Roel Teney ·
Reinhard Titel ·
Rob Verbeek ·
Paul Verjans ·
Coach: Guus Cantelberg
Nico Beekman ·
Frans op de Camp ·
Paul Coenen ·
Ronald Habraken ·
Arthur Huntjens ·
Jacques Josten ·
Jan Majoor ·
Maurice Steijvers ·
Raymond Steijvers ·
Roel Teney ·
Marcel Timmermans ·
Reinhard Titel ·
Rob Verbeek ·
Cor Vincent ·
Coach: Guus Cantelberg
1. Willy Wulterkens ·
2. Peter Verjans ·
3. Frank van Hout ·
4. Cor Vincent ·
5. Paul Smeets ·
6. Reinhard Titel ·
7. Paul Coenen ·
8. René Kivit ·
9. Jan Majoor ·
10. Arthur Huntjens ·
11. Ronald Habraken ·
12. Jacques Josten ·
13. Rob Verbeek ·
14. Raymond Steijvers ·
15. Roel Teney ·
17. Maurice Steijvers ·
Coach: Guus Cantelberg